# K-Verband

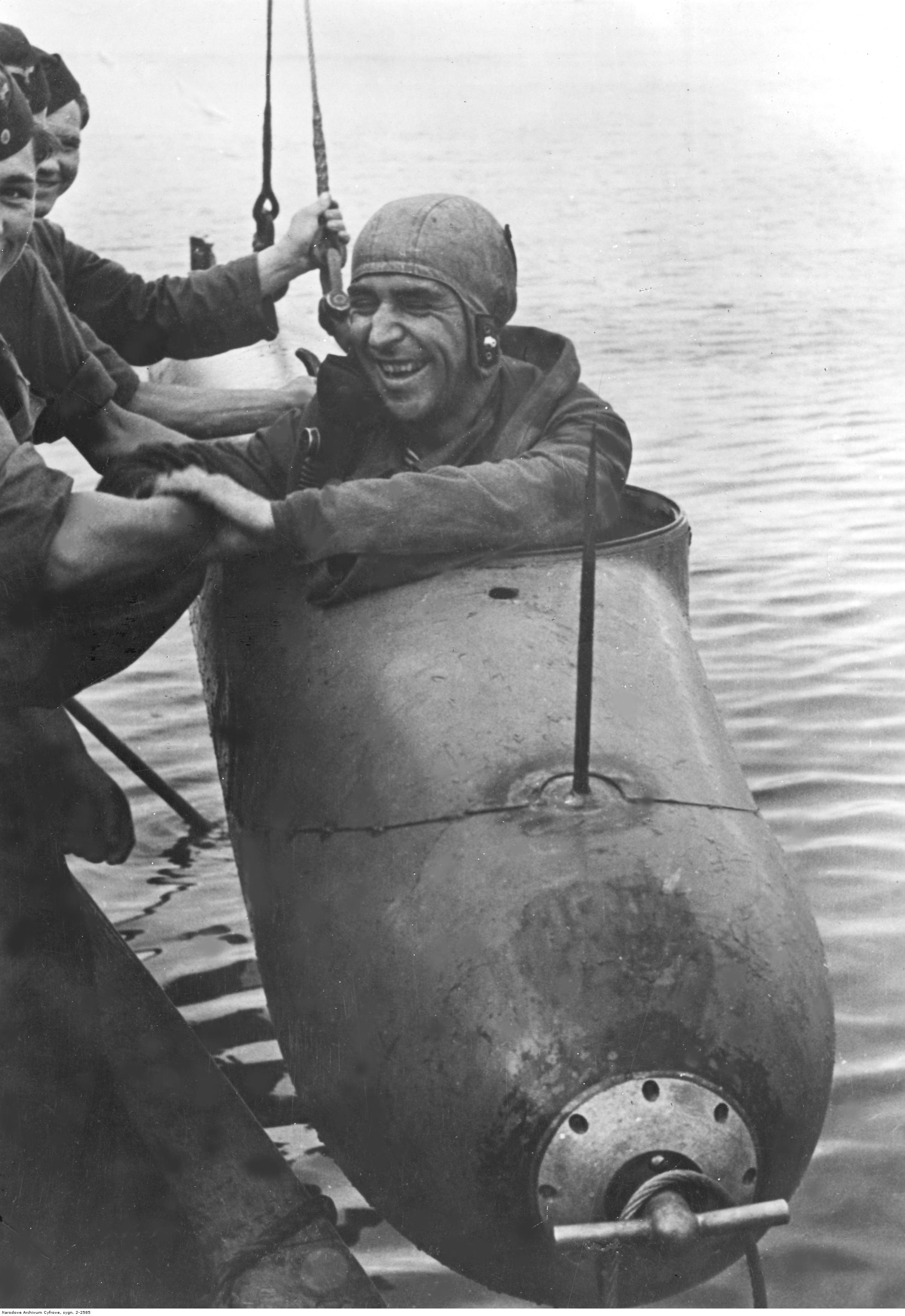
Walter Gerhold v kokpitu řiditelného torpéda Neger po návratu z akce

K-Verband (celý název: Kleinkampfverband) bylo německé námořní velitelství za druhé světové války, které provádělo výzkum malých bojových plavidel, organizovalo jejich stavbu, vytvářelo pro ně taktiku a vybíralo místa nasazení. Velitelem této sekce Kriegsmarine byl kontradmirál Helmut Hey. K-Verband působil od začátku léta 1944.

## Důvod založení
23. září 1943 zaútočila britská miniponorka X-craft na německou bitevní loď Tirpitz, která kotvila v norském fjordu. Podařil se ji zásah, po kterém byla největší německá bitevní loď vyřazena na 6 měsíců z boje. Po této události, která německé válečné námořnictvo šokovala, se Němci rozhodli vyvíjet vlastní miniponorky. Za tímto účelem založili v dubnu 1944 K-Verband (Kleinkampfverband – výbor pro malé bojové jednotky), který měl zkonstruovat několik druhů malých bojových plavidel, které by způsobily spojencům velké ztráty. Po jejich zkonstruování měla začít urychleně jejich výroba a vzápětí měli být nasazeny proti případné spojenecké invazi ve Francii. Tento úkol dostal na starost kontradmirál Helmut Hey. Od začátku ledna 1944 se začala malá bojová plavidla vyrábět téměř ve všech loděnicích, které mělo německé velení k dispozici. Celkem byl navrženo a vyrobeno 7 druhů malých bojových jednotek.

## Druhy malých bojových jednotek

### Neger

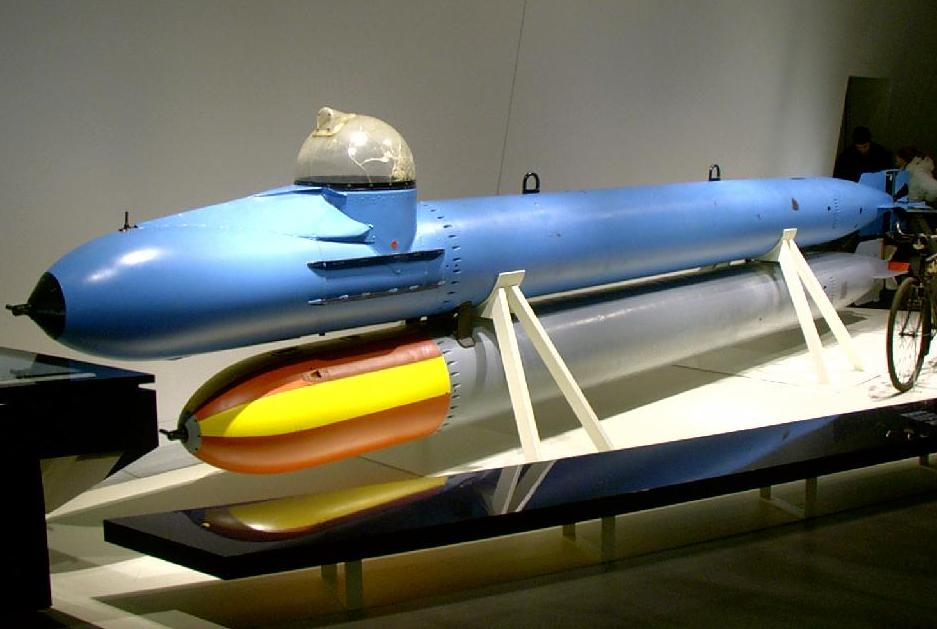
Řiditelné torpédo Marder v muzeu

Neger (Negr) bylo řiditelné torpédo s jednočlennou posádkou. Tvořila jej dvě 533mm torpéda zavěšená nad sebou. V horním byl kokpit pilota a spodní bylo vypouštěno na cíl. Neger nebyl schopen ponoru pod hladinu, takže se mohl stát snadným cílem. Vyrobeno bylo 200 kusů.

### Marder
Marder (Kuna) bylo řiditelné torpédo s jednočlennou posádkou představující vylepšenou verzi prostředku Neger, která byla schopna krátkodobých ponorů pod hladinu. Vyrobeno bylo 300 kusů.

### Linse

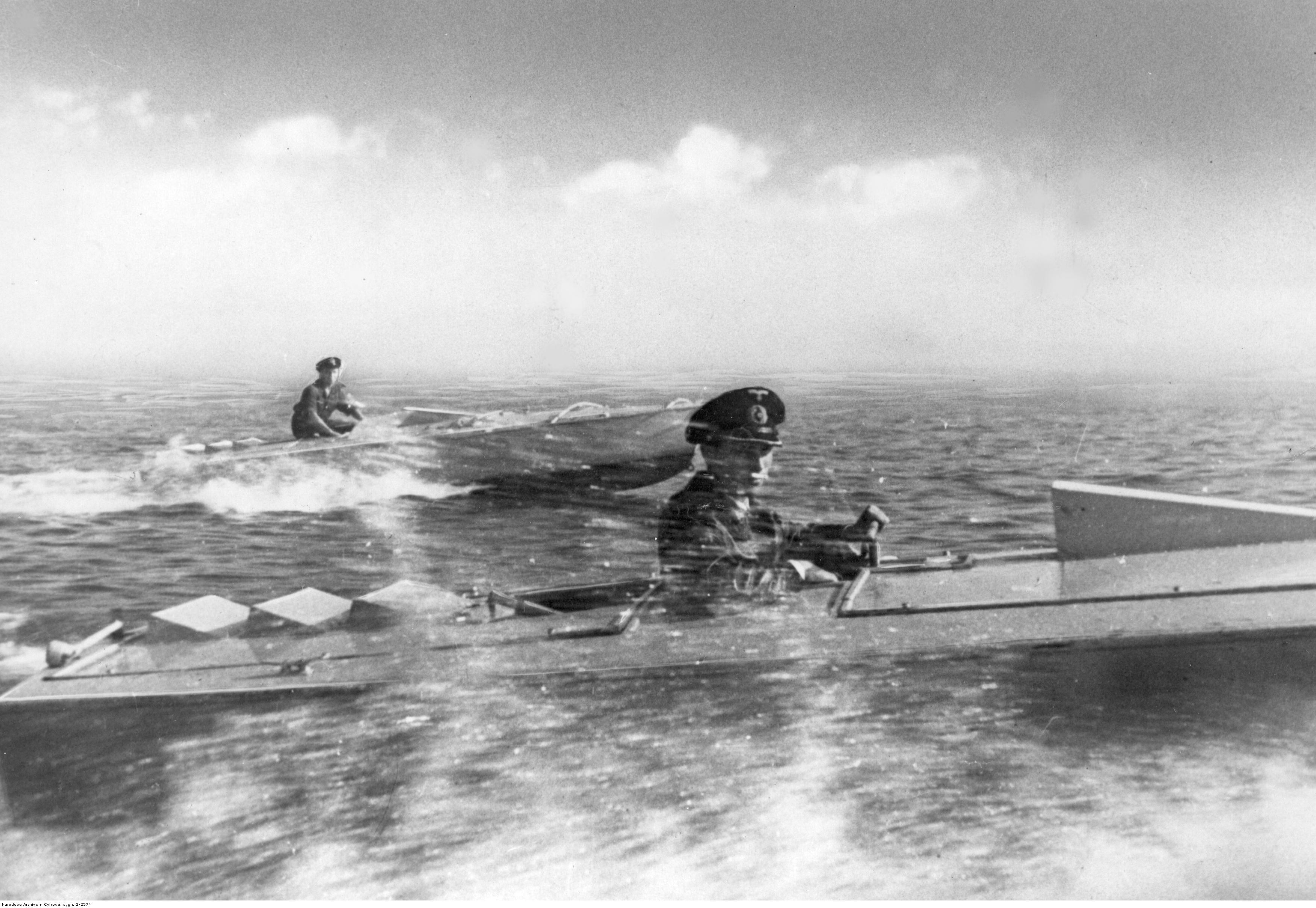
Výbušné čluny Linse

Linse byl prostředek tvořený dvěma výbušnými čluny a jedním řídícím člunem, který je v závěru útoku dálkově řídil pomocí vysílačky.

### Biber

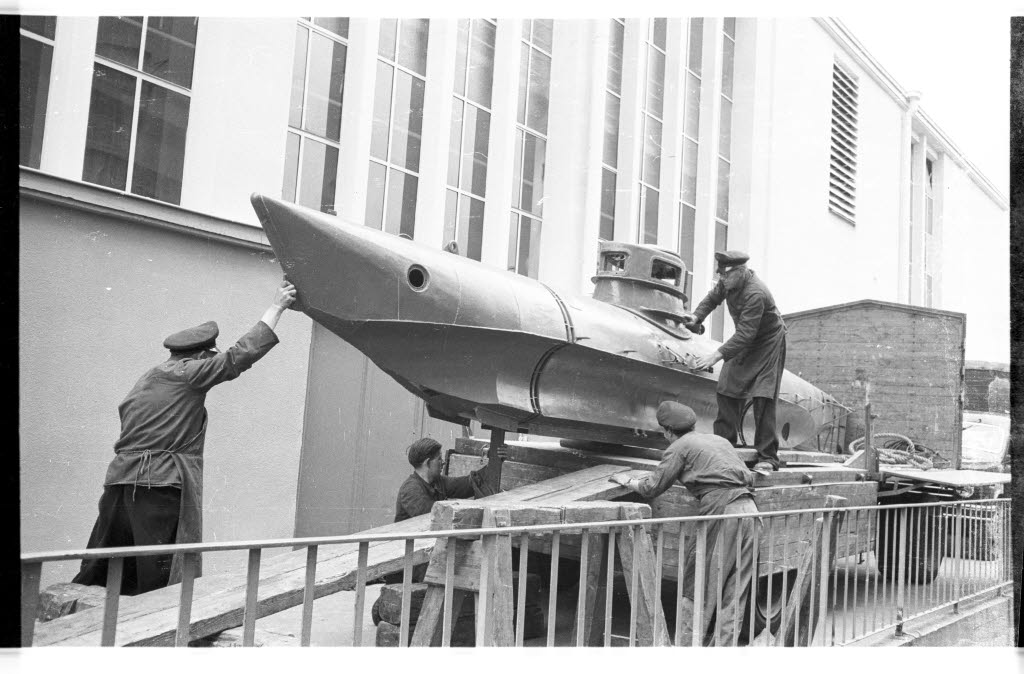
Miniponorka Biber bez torpéd

Biber (Bobr) byla nejmenší miniponorka německé kriegsmarine (výtlak 6,3 tuny). Měla jednočlennou posádku a byla vyzbrojena dvěma torpédy. Postaveno jich bylo 324 kusů. Jejich nasazení skončilo naprostým neúspěchem, neboť při velkých ztrátách potopily jedinou nákladní loď.

### Hecht
Hecht (Štika) byla dvoumístná miniponorka, označovaná také jako typ XXVIIA. Původně měla klást miny, ale později byla přepracována pro nesení torpéd, aby mohla útočit na plovoucí plavidla. Výtlak byl 12 tun. Celkem dodáno vyrobeno 53 kusů. Kvůli špatným výkonům sloužily pouze k výcviku.

### Seehund

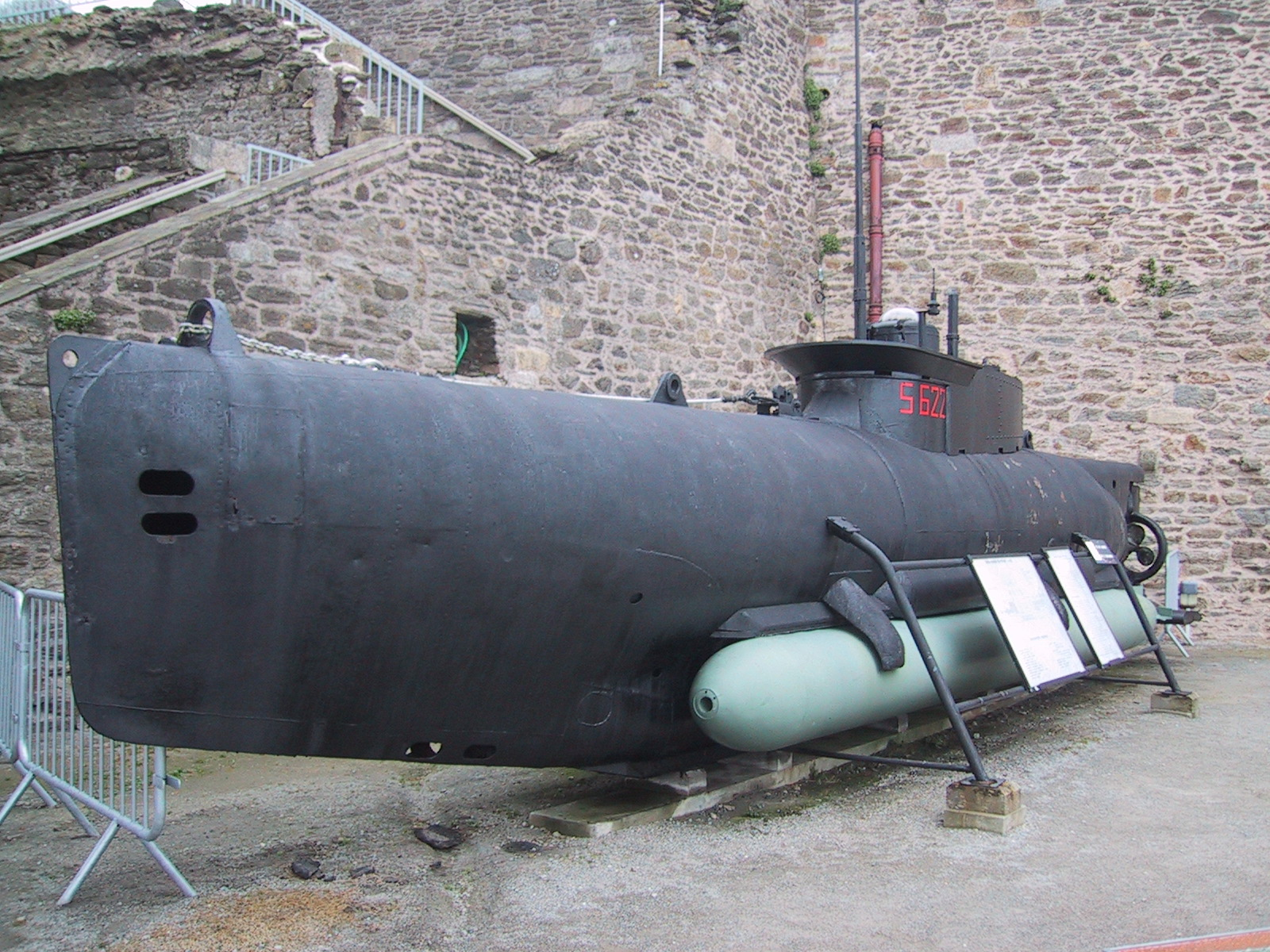
Miniponorka Seehund

Seehund (Tuleň) byla dvoumístná miniponorka pro dva členy posádky, nazývána také jako typ XXVIIIB. Vyzbrojena byla dvěma 533mm torpédy. Výtlak byl 15 tun. Měla složitý systém pohonu: Na hladině motor z nákladního automobilu firmy Bussing, pod vodou elektromotor o výkonu 18,8 kW. Její operační dosah díky této kombinaci činil na hladině 300 námořních mil při sedmi uzlech a 63 námořních mil pod hladinou při třech uzlech, ponořit se mohla nejvíce do 50 metrů. Už 30. července roku 1943 dostala společnost Howaldt v Kielu objednávku na tři prototypy miniponorky. V plánu bylo vyrobit 942 kusů, ale závody Schichau Werke, Elbing, Germania Werft a Klöckner-Humboldt-Deutz (všechny ve městě Ulm) vyrobily pouze 285 kusů. Brzy bylo zjištěno, že ponorka je asi jednou z nejlepších zbraní K-Verbandu, protože byla odolná vůči výbuchům hlubinných bomb. Bylo to způsobeno tím, že výbuch miniponorku Seehund vždy jen odhodil, protože měla malou váhu.

### Molch
Molch (Mlok) byla jednomístná miniponorka vyzbrojená dvěma torpédy.